# 五个重庆
“五个重庆”，即“宜居重庆”、“畅通重庆”、“森林重庆”、“平安重庆”和“健康重庆”，是中共第十七届中央政治局委员薄熙来于2007年11月兼任重庆市委书记后，中共第三届重庆市委员会第三次全体会议于2008年7月20日首次提出的一套重庆市建设目标。

## 后续表态
- 2012年2月王立军事件发生后，2012年3月8日，中共中央政治局常委、中央政法委书记周永康在参加第十一届全国人民代表大会第五次会议重庆代表团审议时说[2]：|  | 去年重庆经济社会发展取得了新成绩，多项经济指标增幅位居全国前列，“五个重庆”建设取得积极进展，城乡面貌发生了新变化。希望认真贯彻中央精神，毫不动摇地坚持科学发展，毫不动摇地坚持民生优先，毫不动摇地维护社会和谐稳定，为在西部地区率先实现全面建设小康社会目标迈出新步伐。 |

- 2012年3月15日薄熙来被中共中央免去重庆市委书记职务后，“五个重庆”的提法在重庆官媒上消失[3]；而接替薄兼任重庆市委书记的中共中央政治局委员、国务院副总理张德江在宣布中央任免决定的重庆全市领导干部大会上新提出“五个坚持”：

|  | 1. 坚持党的领导，清醒坚定； 2. 坚持科学发展，改善民生； 3. 坚持深化改革，扩大开放； 4. 坚持尊重实践，依靠群众； 5. 坚持反腐倡廉，干净干事。 |